# هنری استنلی پلامر
هنری استنلی پلامر (انگلیسی: Henry Stanley Plummer؛ ‏ ۳ مارس ۱۸۷۴ – ۳۱ دسامبر ۱۹۳۶) متخصص داخلی و بیماری‌های غدد درون‌ریز و متابولیسم اهل ایالات متحده آمریکا و یکی از بنیان‌گذاران مایو کلینیک بود. ساختمان پلامر به افتحار او نام‌گذاری شده است. همچنین اصطلاحات پزشکی ناخن پلامر (که در پرکاری تیروئید و آرتریت پسوریاتیک دیده می‌شود)، بیماری پلامر (دومین دلیل شایع پرکاری غدهٔ تیروئید پس از بیماری گریوز) و نشانهٔ پلامر (برای تشخیص بیماری گریوز) همگی نامشان را از او می‌گیرند. او همچنین درمان گواتر را با یُد ترویج کرد.